# Briefmarkenheft

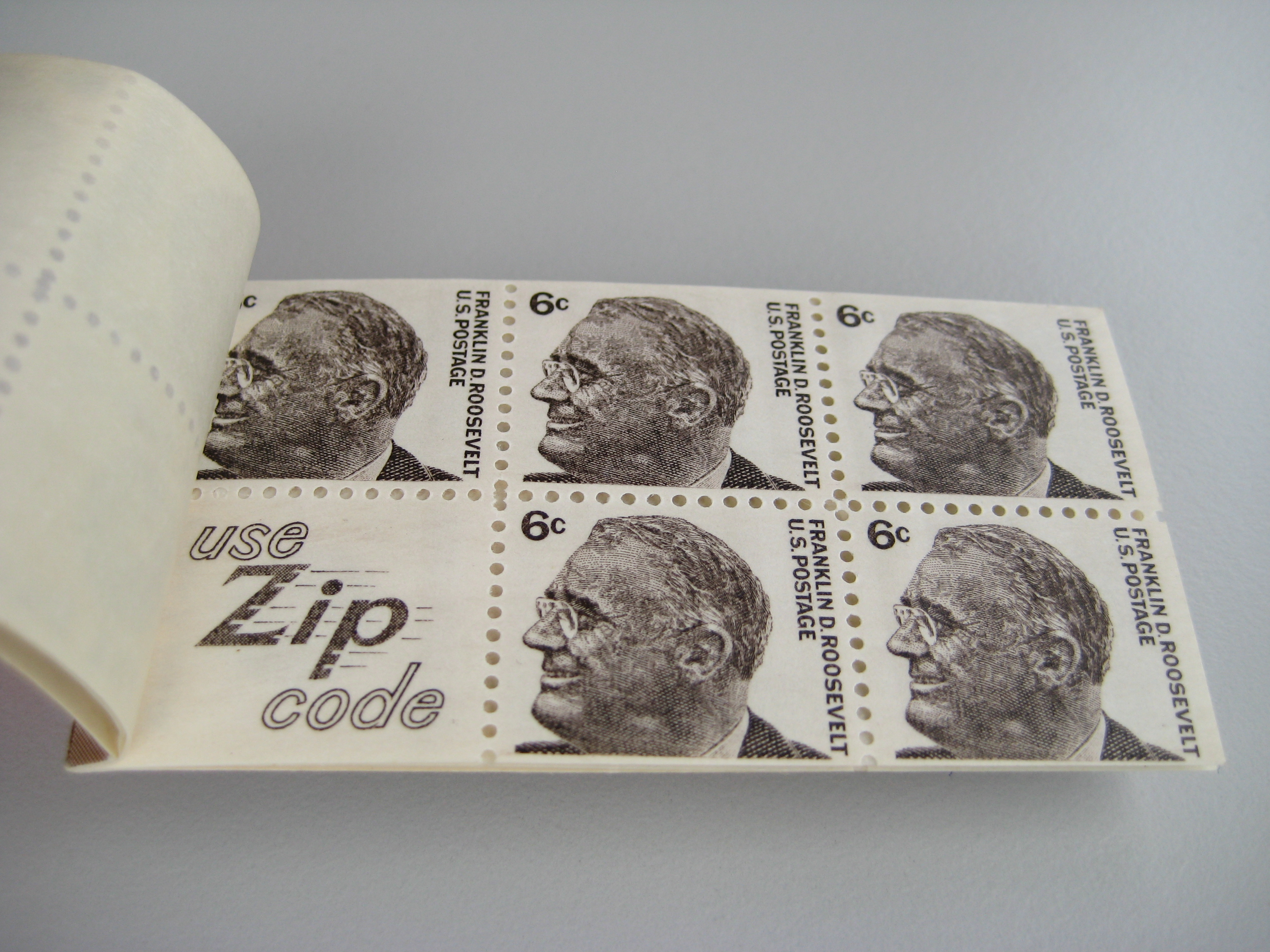
Briefmarkenheft aus den USA, um 1970. Der Rand der Briefmarken zu je 6 Cent ist geschnitten. Abbildung: Franklin D. Roosevelt sowie Werbung für die Benutzung des ZIP Code

Bundespost Markenheftchen von 1956 (MH 3)

Ein Briefmarkenheft oder Markenheftchen (Abk. MH) (amtlich früher Freimarkenheftchen, Postwertzeichen-Heftchen oder Postfreimarken-Heftchen) ist eine spezielle Verkaufsform von Briefmarken an Postschaltern und früher auch Briefmarkenautomaten, die eine Zusammenstellung mehrerer Briefmarken (in der Bundesrepublik/West-Berlin häufig 8–10 Marken, die Spanne reicht jedoch von 4–30) in gängigen Werten in einem Heftchen zu einem runden Verkaufspreis (früher häufig 1 oder 2 DM, inzwischen meist das Zehnfache des Standardbrief-Portos) enthält. Der Vorteil ist der einfache Vorratskauf häufig benötigter Marken sowie die geschützte und zusammenhängende Aufbewahrung. Beim Verkauf der Markenheftchen über Automaten waren diese gegenüber dem Verkauf einzelner Briefmarken von der Rolle im Vorteil, da die Markenheftchen auch bei hoher Luftfeuchtigkeit nicht aneinanderklebten, was bei Rollenmarken trotz spezieller Gummierung nie ganz ausgeschlossen war.
Früher waren oft mehrere Werte vorhanden, die zu Portostufen vielfältig kombiniert werden konnten. Heutzutage bestehen die Markenheftchen der Deutschen Post AG (im Postjargon als Markenset (10 Marken) oder Maxiset (20 Marken) bezeichnet) vorwiegend aus zehn selbstklebenden Sondermarken in einer einheitlichen Wertstufe, haben dafür aber auch keinen „runden“ (= besonders automatentauglichen) Verkaufspreis mehr.

## Geschichtliche Entwicklung

### Deutschland (ab 1949 speziell Bundesrepublik mit West-Berlin)

#### 1. Postschalter-MH
Das erste deutsche Markenheftchen wurde am 1. November 1910 von der Reichspostverwaltung (Deutschen Reichspost) herausgegeben. Es beinhaltete drei Heftchenblätter mit 12 Freimarken zu 10 Pfennig und 16 Freimarken zu 5 Pfennig. Die Bayerische Postverwaltung folgte 1911 mit ihrem ersten Markenheftchen. Bis zum Ende des Reichs erschienen 48 weitere Dauer- und Sondermarkenheftchen.
Kennzeichnend für diese bis 1960 gebräuchlichen Postschalter-MH (wegen ausschließlichem Verkauf über den Schalter) im Langformat ist der Aufbau aus zwei Kartondeckeln auf der Vorder- und Rückseite, die mit den dazwischen liegenden Heftchenblatt bzw. -blättern und teilweise Reklame-Zwischenblättern mit einer Stahlklammer linksseitig zusammengeheftet sind. Die rechte Seite bleibt offen. Als Heftchenblätter bezeichnet man die meist aus speziell hergestellten Markenheftchenbögen herausgeschnittenen Briefmarkenblöcke (es gibt jedoch auch Heftchenblätter, die aus normalen Schalterbögen stammen), wobei teilweise verschiedene Werte nebeneinander zusammenhängend gedruckt sind, ein Spezialfall, der eine große Vielfalt an möglichen Zusammendrucken aus dem Heftchenblatt und Markenheftchenbogen herausgetrennter Marken ergibt (Spezialsammelgebiet Zusammendrucke).
Im Mai 1947 erschien das erste deutsche Nachkriegsheftchen mit der Dauerserie Ziffern als Ausgabe der Alliierten Besetzung.
Das erste Markenheftchen der Deutschen Bundespost kam am 30. Oktober 1951 in einer Auflage von 750.000 zu einem Verkaufspreis von 2,50 DM heraus. Der Inhalt waren zwei Heftchenblätter mit insgesamt drei 4-Pfennig-, drei 6-Pfennig-, vier 10-Pfennig- und neun 20-Pfennig-Marken der Posthornserie. Weitere Heftchen der Dauerserie Heuss folgten 1955, 1956, 1958 und 1960.

#### 2. Automaten-MH
Ab 1960 änderte sich der Aufbau der Heftchen, um den Verkauf an Automaten zu ermöglichen. Diese MH verzichten auf eine Klammer, stattdessen ist das Heftchenblatt mit seiner Unterseite randlich sehr schmal auf den Deckel geklebt. Neu ist auch der zusammenhängende Kartondeckel, der mittig an einem Durchstich gefaltet ist und an der linken offenen Seite mit einer lumbeckartigen Klebebindung einschließlich des innenliegenden Heftchenblattes zusammengeleimt ist. Um aus dem so beidseitig geschlossenen MH Briefmarken zu entnehmen, war die Öffnung an der Perforation vorgesehen, was jedoch stark den Sammlerwert des so aufgerissenen MH mindert, stattdessen gilt eine Öffnung an der linken Klebung als tadellos.
Die zunächst in äußerst geringer Auflage versuchsweise nur in Darmstadt verkauften MH bewährten sich, sodass ab 1961 die Automaten-MH dominierten mit Marken der Dauerserien Bedeutende Deutsche, Brandenburger Tor und Unfallverhütung.
Bis 1967 waren hierbei Langformat-MH üblich (Format ca. 12 × 5 cm), ab 1968 geschah ein Wechsel zu Kleinformat-MH (Format ca. 6 × 5 cm).

#### 3. Automaten-Chromolux-MH

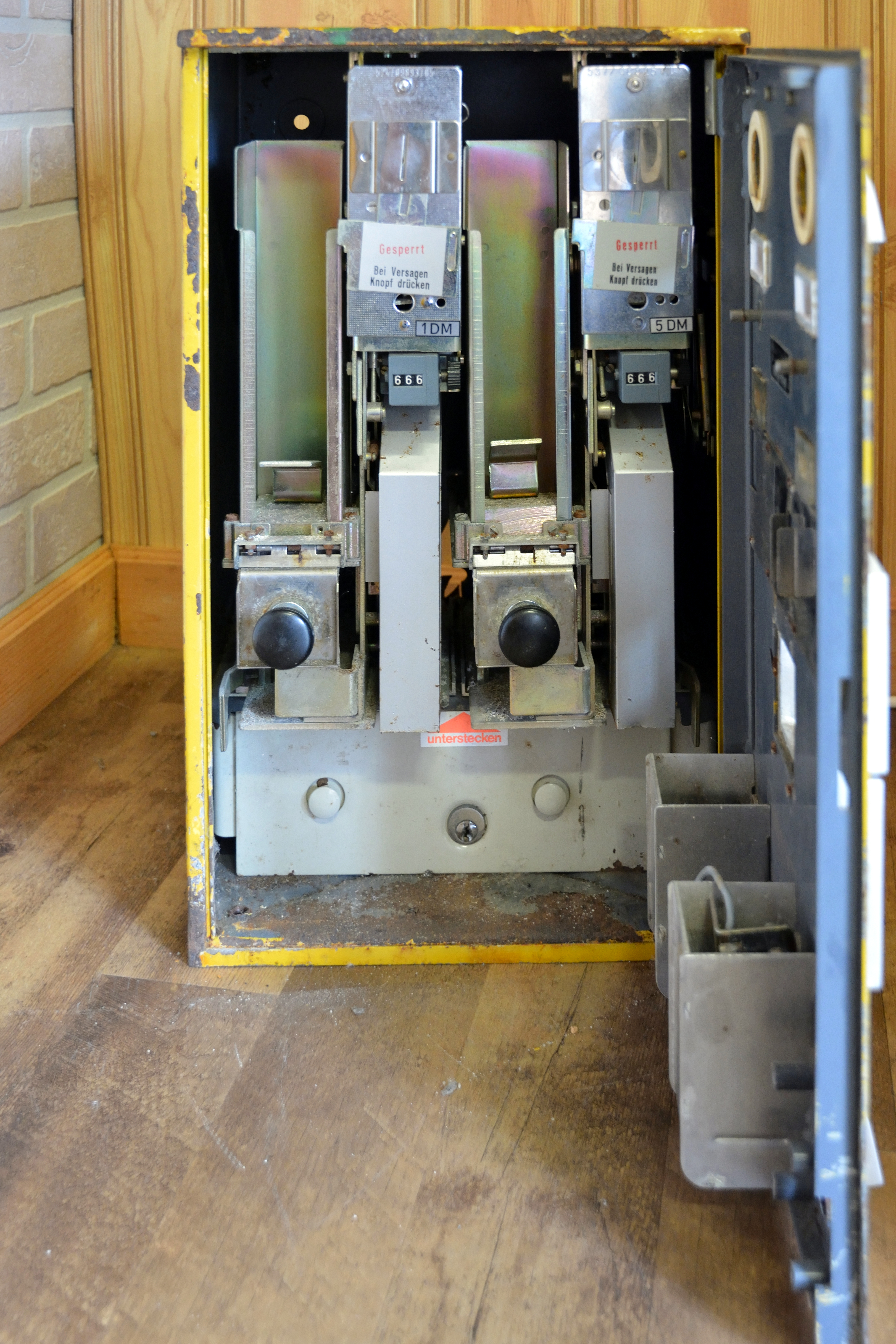
Automat im Museum Helgoland für die Dauerserie Sehenswürdigkeiten

Ab 1974 erschienen die Kleinformat-Heftchen aus Chromolux-Karton, einem gestrichenen, farbigen Karton, der entlang des Durchstichs gefaltet ist und ohne Verleimung auf einer Seite offen bleibt. Das Heftchenblatt ist randlich durch Befeuchtung der Gummierung auf den Karton geklebt. Neu ist auch die Herstellung der Heftchenblätter im Rollendruck, weshalb kein Markenheftchenbogen vorkommt. Das geänderte Verfahren verursacht etliche neuartige Erscheinungen, die große Aufmerksamkeit seitens der Sammler erregten.
Besonders augenfällig ist der ungezähnte Ober- und Unterrand des Heftchenblatts, woraus sich Marken mit geschnittenem Ober- oder Unterrand ergeben, im Gegensatz zu Rollen- oder Bogenmarken. Marken aus den Dauerserien Unfallverhütung, Burgen und Schlösser und Sehenswürdigkeiten prägten diese für die 1970er bis 1990er Jahre typischen MH. Nach der Wiedervereinigung gab es vorübergehend auch wieder Markenheftchen im länglichen Format vor allem zum Einsatz in den neuen Bundesländern.

#### 4. Sondermarken-MH
Anlässlich der Olympischen Spiele 1972 in München gab die Deutsche Bundespost einmalig ein Markenheftchen mit Sondermarken heraus, das vom Format und den übrigen technischen Daten zum Vertrieb über Automaten vorgesehen war. Seit dem Ende der 1970er-Jahre griff die Deutsche Sporthilfe die Idee auf und stellte Markenheftchen mit Sondermarken „Für den Sport“ her, die sie auch selbst vertrieb. Offizielle Markenheftchen mit Sondermarken gibt es erst wieder seit den 1990ern. Diese Markenheftchen, die nicht mehr über Automaten vertrieben werden, beinhalten üblicherweise zehn Marken einer Sonderausgabe. Zunächst wurden dafür „normale“ Marken aus Bogen verwendet, teilweise gibt es mittlerweile aber dafür auch spezielle Kleinbogen und besondere selbstklebende Ausgaben (siehe auch Punkt Selbstklebende MH).

#### 5. Selbstklebende MH
Seit 2000 werden vorwiegend Heftchen mit selbstklebenden, wellenförmig gestanzten Briefmarken angeboten, die einfach abgezogen und auf die Postsendung geklebt werden. Das erste derartige Heftchen erschien 1991 (noch mit geradliniger Stanzung), aber erst 2000 begann die Ära der selbstklebenden MH. Waren bis Mitte der 1990er Jahre Dauerserienheftchen (nur 1972 gab es ein Sondermarkenheftchen) maßgebend, setzte nun die Zeit der Sondermarkenheftchen ein.
In der DDR hingegen waren Sondermarkenheftchen viel früher verbreitet.
Eine weitere Erscheinung sind seit 2008 die Folienblätter, die keine Heftchenform aufweisen, sondern ein einzelnes, ungefaltetes Blatt mit selbstklebenden Marken darstellen und inzwischen die eigentlichen MH zum großen Teil ersetzt haben. Strenggenommen sind dies keine MH, werden aber i. A. als ungefaltete Markenheftchen angesehen.

#### Besonderheiten
Bis in die 1970er war es üblich, dass auf den Umschlagdeckeln der MH die gängigsten Portosätze abgebildet waren. Da nach Portoerhöhungen teilweise noch erhebliche MH-Bestände vorhanden bzw. neue MH noch nicht verfügbar waren, wurden die bisherigen MH weiterhin verkauft, jedoch wurde häufig ein Stempelvermerk wie beispielsweise „Gebührenangaben ungültig“ angebracht. Dabei ist die Vielfalt der verwendeten Stempel groß und bedingt ein selbständiges Spezialgebiet innerhalb der MH.
Zur Justierung und Wartung von Markenheftchenautomaten kamen Versuchsjustier-Markenheftchen (VJ-MH) zum Einsatz, mit dem Ziel die Automatengängigkeit für MH sicherzustellen (denn in diesem Bereich kam es oft zu Problemen). Die VJ-MH enthalten keine Briefmarken i. e. S., sondern türkisfarbene oder farblose, unbedruckte Leerfelder in Markenform. Die Deckel sind teilweise identisch mit den Normal-MH, z. T. handelt es sich um unbedruckte Deckel. Ein Verkauf über die Post erfolgte nicht, doch gelangte eine große Anzahl in den Besitz von Sammlern.
Des Weiteren gibt es Maschinenprobe-MH, die von Druckereien testweise im Rahmen der Einführung neuer MH hergestellt wurden und ebenfalls unbedruckte Leerfelder enthalten.
Ab Mitte der 1970er wurde jedes fünfzigste MH mit einem roten Zählbalken auf dem Außendeckel versehen, um den Restbestand im Automaten einfacher zählen zu können.

#### Nichtamtliche MH
Ab 1979 erschienen zunächst herausgegeben von der Deutschen Sporthilfe sogenannte Private Markenheftchen, welche Zuschlagsmarken der Deutschen Bundespost und der Deutschen Bundespost Berlin enthielten. Bis zum heutigen Tage werden solche MH von einer Vielzahl von Wohlfahrtsverbänden und Hilfsorganisationen (z. B. Deutscher Paritätischer Wohlfahrtsverband, Arbeiterwohlfahrt, Diakonie, Caritas) herausgegeben. Je nach Inhalt der Heftchen spricht man von Sport-Markenheftchen, Jugend-Markenheftchen und Wohlfahrts- und Weihnachts-Markenheftchen.
Darüber hinaus gibt es private MH von Verbänden, Vereinen und Firmen, oft zu philatelistischen Anlässen und zumeist nicht mit Zuschlagsmarken bestückt.
In allen Fällen handelt es sich jedoch, selbst wenn die MH teilweise von der Bundesdruckerei konfektioniert wurden, um Ausgaben privater Natur ohne weitere Autorisierung durch die jeweilige Post.

### MH-Spezialitäten
Herstellungsbedingt gibt es eine große Anzahl von Besonderheiten, die bei Spezialsammlern große Beachtung finden und den Sammlerwert z. T. erheblich steigern. Hierzu zählen:
Randleistenvarianten (= Strichelleistenvarianten auf dem Rand des Heftchenblatts), Randzudrucke (z. B. Zählnummern), Deckelvarianten (Farbton, Kartondicke, Durchstichweite im Deckelfalz), Deckeldruckvarianten (Druckbild, Doppeldruck, Klischeevarianten), Zählbalken, Plattenfehler, Markendruckfehler, Ausgleichszähne (spitzer/breiter Ausgleichszahn), Randzähnungstypen (durchgezähnter/nicht durchgezähnter Rand des Heftchenblatts), Schnittmarkierungsvarianten, Gummierungsunterschiede.

## Abbildungen

Briefmarkenhefte
Das erste MH der Bundespost von 1951 (MH 1)
Inhalt von MH 1: Heftchenblatt 1
Inhalt von MH 1: Heftchenblatt 2
Postschalter-MH der Post Berlin von 1952 mit sechs Heftchenblättern der Dauerserie Berliner Bauten und fünf Reklame-Zwischenblättern (MH 2)
Bund Postschalter-MH von 1958 (MH 4) mit Dauerserie Heuss
Innenansicht von MH 4
Rückseite von MH 4 X mit Reklame Pelikan
Rückseite MH 4 Y mit Reklame Sieger
Bund Automaten-MH (MH 8) von 1963 mit Außenseite
Deutsches Reich Postschalter-MH 14
Das erste Nachkriegs-MH von 1947 (MH 50) mit seltenem Deckelverschnitt: Teil des Schriftzugs am Unterrand befindet sich am oberen Rand
Flugpost-MH von 1948
Bund MH 2 von 1955 mit drei Heftchenblättern der Heuss-Serie
Reklame-Varianten von Berlin MH 3 von 1962–64
Deckelvarianten von Bund MH 8: links weiter Durchstich, rechts enger Durchstich.
Berlin Automaten-MH im Kleinformat von 1970 (MH 6)
Bund Automaten-Kleinformat-MH 14 von 1968
Das erste Chromulux-MH der Bundespost von 1974 (MH 20)
Berlin MH 10 von 1977 mit Zählbalken und seltenem engen Deckeldurchstich
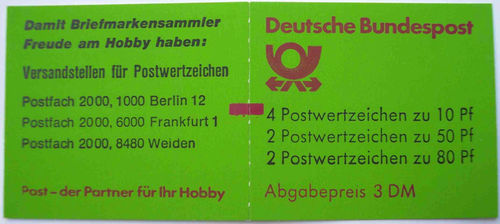
Automaten-Chromolux-MH von 1982 mit Zählbalken (MH 24)
Außenansicht Bund MH 27
Das letzte MH Berlins von 1989 (MH 15)
Bund MH 32 von 1995 mit schwarzem Zählbalken
Bund MH 14 mit Handstempelaufdruck „Gebührenangaben ungültig“. Im Falle von Portoänderungen wurden häufig MH mit veralteten Gebührenstufen mit entsprechendem Vermerk versehen
Bund MH 15 mit Handstempel „Gebührenangaben ungültig“ und zusätzlich Tagesstempel.
Maschinenprobe-MH 16 mit rotem Deckeldruck
Innenseite von Maschinenprobe-MH 16 mit Leerfeldern
Berlin Versuchsjustier-MH 12 mit Leerfeldern